# Ołeksandr Czernenko
Ołeksandr Mykołajowycz Czernenko, ukr. Олександр Миколайович Черненко (ur. 26 lutego 1973 w Borodziance) – ukraiński dziennikarz, działacz społeczny i polityk, przewodniczący Komitetu Wyborców Ukrainy, poseł do Rady Najwyższej.

## Życiorys
Z wykształcenia nauczyciel historii i etnologii, ukończył Ukraiński Państwowy Uniwersytet Pedagogiczny im. Mychajła Drahomanowa. Karierę dziennikarską zaczynał jako freelancer piszący dla dziennika „Ukrajina Mołoda”. W połowie lat 90. pełnił funkcję asystenta posła Romana Bezsmertnego. Pracował następnie w różnych czasopismach, był zastępcą redaktora naczelnego gazety „Toczka Zoru”, a także redaktorem programów telewizyjnych w stacji 5 kanał.
Od 1997 związany z Komitetem Wyborców Ukrainy, pozarządową organizacją działającą na rzecz respektowania demokratycznych standardów w kampaniach wyborczych. Od 1999 zajmował stanowisko sekretarza prasowego i dyrektora działu analiz tej organizacji, a w 2009 został wybrany na jej przewodniczącego.
W 2014 Ołeksandr Czernenko uzyskał mandat deputowanego VIII kadencji, kandydując z ramienia Bloku Petra Poroszenki. W parlamencie zasiadał do 2019.
Jego żoną była Zoriana Skałećka.